# جايسون تشن
جايسون تشن (بالصينية: 陳柏宇) هو مغني وكاتب أغاني وممثل صيني، ولد في 20 يوليو 1983 بهونغ كونغ في الصين.

## وصلات خارجية
- جايسون تشن على موقع IMDb (الإنجليزية)
- جايسون تشن على موقع ميوزك برينز (الإنجليزية)
- جايسون تشن على موقع أول ميوزيك (الإنجليزية)
- جايسون تشن على موقع ديسكوغز (الإنجليزية)
- جايسون تشن على موقع قاعدة بيانات الفيلم (الإنجليزية)